# Hyagnis brevipes
Hyagnis brevipes là một loài bọ cánh cứng trong họ Cerambycidae.